# Upplands runinskrifter Fv1959;259
Upplands runinskrifter Fv1959;259, U Fv1959;259, är tre vikingatida runstensfragment av granit i Ekerö kyrkas prästgård, Ekerö socken och Ekerö kommun. Fragmenten hittades under marken åtta meter norr om prästgården. Troligen har runstensbitarna varit inlagda i en gammal husgrund. De tre fragmenten sattes ihop och förvaras nu i prästgården.

## Inskriften
Translitterering av runraden:
... ...(t)ain þi(n)... ...
Normalisering till runsvenska:
... [s]tæin þenn[a] ...
Översättning till nusvenska:
... denna sten ...